# Rawa Ruska (stacja kolejowa)
Rawa Ruska - stacja kolejowa w Rawie Ruskiej, na Ukrainie, na Roztoczu Wschodnim, w obwodzie lwowskim, w rejonie lwowskim, przy granicy z Polską.

## Połączenia
Do 2005 roku kursował bezpośredni pociąg Roztocze z Warszawy do Rawy Ruskiej. Po zamknięciu połączeń międzynarodowych przez ponad 18 lat stacja obsługiwała wyłącznie ukraińskie połączenia krajowe. Następował stopniowy regres połączeń kolejowych. Na wiosnę 2016 roku ze stacji odbywały się 2 kursy pociągów do Lwowa i jeden wczesnoporanny kurs do Sokala.
15 października 2023 roku ponownie uruchomione zostały codzienne kursy pociągów pasażerskich pomiędzy Rawą Ruską a Warszawą Wschodnią, obsługiwane taborem należącym do SKPL na zlecenie Kolei Ukraińskich. Kursy pociągów międzynarodowych zostały skomunikowane z uruchomionymi tego samego dnia pociągami krajowymi kursującymi pomiędzy Rawą Ruską a Lwowem i Kołomyją.